# Pont vell de Montgai
El Pont vell de Montgai és una obra de Montgai (Noguera) protegida com a bé cultural d'interès local.

## Descripció
Lo pont d'abaix del Sió que és tal com se'l coneix a la població de Montgai ha patit modificacions al llarg del temps i, per tant, és difícil saber com era en origen.
El pont està format per tres ulls de total asimetria tant en la posició sobre el riu com en la solució formal dels pilars. Les mides són: 11 metres de llargada, 4 metres d'amplada i 2 metres d'alçada.

### Banda oest
La banda oest del pont, aigües a vall, és la més ben conservada i permet veure bé els paraments de pedra. El pont vist des d'aquest punt de vista presenta l'aspecte que expliquem a continuació.
Pel que fa al pilar del marge esquerre, és tracta d'un pilar amb tallamar fet de pedra molt ben tallada amb senyals de piquetejat. Hi ha una sèrie de grans pedres monolítiques que es recolzen en el pilar i que mostren un inclinació cap a dalt en els extrems, la qual cosa permet deduir que foren posades posteriorment a la construcció del pilar.
Dimensions aproximades: 40 centímetres de gruix i 130 centímetres d'alçada
El pilar massís central també presenta tres filades de carreus ben escairats. La filada superior sobresurt i té una petita cornisa motllurada de gust classicista.
Des d'aquest pilar cap a la dreta i per sota del pont actual trobem lloses monolítiques que cobreixen la llum del tercer ull.
Dimensions aproximades: 275 centímetres de gruix i 130 centímetres d'alçada
L'estrep esquerre està pràticament amagat sota el pont i la canalització actual. S'aprecia clarament l'encaix realitzat en el carreu superior per posar les pedres monolítiques que cobreixen la llum de tot l'ull. L'estrep dret està fet amb pedres poc treballades i probablement no era destinat a ser vist. Per sobre mostra una filera de lloses que podrien correspondre al terra original del pont.

### Banda est
La banda que dona a l'est, és a dir aigües amunt del riu és la pitjor conservada i està totalment alterada per les modificacions aplicades al pont en època moderna, especialment al darrer terç del segle XX quan s'amplia l'amplada del pas i es col·loca per aquesta banda la canonada de conducció d'aigua potable.
El pilar que té tallamar per l'altra banda no en té per aquest costat. Tot i que seria lògic que hi fos. Presenta una intervenció de reforç amb dues bigues grosses de ferro a cada banda que sostenen l'ampliació de la superfície de pas. Aquest afegit és de pedra lligada amb ciment
Pel que fa al pilar central ha estat reforçat amb un afegit de maçoneria lligada amb ciment que cobreix tota la superfície del pilar en forma circular, i li dona aparença de tallamar semicircular.
L'estrep esquerra ha estat modificat únicament en la part superior del parament
I conserva els carreus de l'obra original pel que fa a la resta. L'estrep dret també té una modificació petita en la part superior per adaptar el pont a les noves mides dels vehicles i la resta té la mateixa disposició de carreus lligats amb morter.
L'actual pas del pont de Montgai presenta una capa d'asfalt d'uns 10 centímetres de gruix que cobreix els paviments anteriors. Les baranes són de fusta i són del mateix tipus que les que protegeixen el camí del riu.